# Přirozený rezervoár
Přirozený rezervoár je epidemiologický pojem označující přirozený zdroj a prostředí k přežívání nákazy, která se u zkoumaného druhu (zejména člověka) objevuje jen zřídka ve formě epidemií a mezi jednotlivými epidemiemi v jeho populaci není přítomna.
Typickým příkladem takového rezervoáru jsou křečík dlouhoocasý (v jeho populaci přežívá hantavirus „Sin nombre“, původce hantavirového plicního syndromu), upír (rezervoár pro virus vztekliny) či makak a kočkodan (virus Ebola).
Existence přirozeného rezervoáru může představovat nepřekročitelnou nebo jen těžce překročitelnou překážku pro eradikační programy. Není náhodou, že zatím jediná zcela vymýcená lidská choroba jsou pravé neštovice, které žádný přirozený rezervoár v přírodě neměly.